# Umar al-Bašír
Umar Hasan Ahmad al-Bašír (arabsky عمر البشير‎,* 1. ledna 1944) je súdánský politik a generál, v letech 1989 až 2019 diktátor Súdánu, zprvu jako velitel junty po puči v roce 1989, od roku 1993 pak jako prezident.
Pod Bašírovou vládou zažil Sudán rapidní ekonomický růst, mezi léty 1990 až 2018 se hrubý domácí produkt na obyvatele v paritě kupní síly ztrojnásobil. Zároveň však nedošlo k vyššímu růstu životní úrovně, a Sudán se naopak v porovnání s ostatními státy propadl. Pod Bašírovou vládou také Sudán prošel druhou občanskou válkou, ve které v roce 2005 definitivně ztratil kontrolu nad Jižním Súdánem.
V souvislosti s válečnými zločiny a zločiny proti lidskosti se v roce 2009 stal první hlavou státu, která byla odsouzená Mezinárodním trestním soudem (ICC) v době, kdy ještě vykonávala úřad. Revoluce v Súdánu Umara al-Bašíra v roce 2019 svrhla, o rok později nová súdánská vláda souhlasila s jeho vydáním ICC k výkonu trestu; zemi však zachvátila nová občanská válka, vyvolaná Bašírovými generály Abdalfattahem al-Burhanem a Hemettim, a Bašír zůstává v súdánské vojenské věznici v Merowe.

## Život
Bašír byl armádním generálem, v roce 1973 se zúčastnil arabsko-izraelské války ve službách egyptské armády. V devadesátých letech udělil azyl Usámovi bin Ládinovi.
K moci se dostal převratem (30. června 1989), kterým svrhl premiéra Sádika al-Mahdího, poté rozpustil vládu. Dva roky po nástupu do funkce vyhlásil v celé zemi kromě jihu právo šaría. Za jeho vlády vyvrcholila druhá súdánská občanská válka proti jihu a kvůli jeho extrémistické proislámské politice začal konflikt v Dárfúru.
14. července 2008 jej prokurátor Mezinárodního trestního tribunálu (ICC) obvinil z válečných zločinů, genocidy a zločinů proti lidskosti spáchaných v provincii Dárfúr. 4. března 2009 vydal soud na prezidenta zatykač pro válečné zločiny a zločiny proti lidskosti (obvinění z genocidy zatím soud dostatečně neprokázal). Bašír tak byl první úřadující hlavou státu, proti které byl pro takové obvinění vydán zatykač (2011 také na Muammara Kaddáfího a Laurenta Gbagba). Súdán však jurisdikci ICC neuznává a Rada bezpečnosti OSN, která toto stíhání iniciovala, může celé soudní řízení svým rozhodnutím na rok pozastavit.
19. prosince 2018 začaly protesty a demonstrace napříč zemí proti vysokým cenám potravin, následně se ale odpor namířil proti Bašírovu režimu. Následné tvrdé perzekuce přinesly 39 až 60 mrtvých demonstrantů. V reakci na stále pokračující demonstrace Bašír rezignoval na začátku března 2019 na post lídra strany Národní kongres, vedení dočasně převzal Ahmad Harún, místopředseda strany. Rezignaci na prezidenta tehdy odmítl. Neutuchající protesty potom podpořily i největší osobnosti opozice a otočila i policie, která předtím protesty rozháněla.
Dne 11. dubna 2019 podal Bašír demisi po tom, co proti němu od 6. dubna protestovaly desítky tisíc lidí. Tuto poklidnou demonstraci napadaly tajné služby a složky věrné prezidentovi. Proti nim ale zasáhli vojáci a nejvyšší rada ozbrojených sil převzala moc. Bezpečnostní složky obsadily klíčové silnice a mosty v Chartúmu a tajná služba NISS oznámila, že propustí všechny politické vězně. Zatčeno bylo několik členů vlády a masově jsou zatýkáni představitelé režimu. Bašír je s několika členy Muslimského bratrstva v domácím vězení. Po pádu režimu hodlají demonstranti vyjednávat s armádou o přechodné vládě, v níž by byla zastoupena opoziční strana Deklarace pro svobodu a změnu.
Dne 11. února 2020 rozhodli súdánští představitelé o vydání Bašíra k Mezinárodnímu trestnímu soudu v souvislosti se zločiny spáchanými během konfliktu v Dárfúru.